# John Pinkerton
John Pinkerton ↓1 (Edinburgh, 17. veljače 1758. − Pariz, 10. ožujka 1826.), škotski književnik, povjesničar i kartograf koji je djelovao u Škotskoj, Engleskoj i Francuskoj koncem 18. odnosno početkom 19. stoljeća.
Godine 1781. preselio se u London gdje se prvo bavi pjesništvom, a potom istraživanjem škotske umjetnosti, književnosti i keltskom mitologijom. Proučavao je i povijest drevne Grčke i Rima, a posebno je bio zainteresiran i za ostalu europsku povijest u starom vijeku. Izjednačavao je iranske Skite s germanskim Gotima i tražio je zajedničko podrijetlo s Keltima odnosno Škotima. Njegovim znanstveno-istraživačkim radovima služio se i engleski povjesničar E. Gibbon. 
Od ranih 1800-ih godina nadalje Pinkerton se aktivno bavio kartografijom i uz J. Caryja i J. Thomsona smatra ga se najznačajnijim britanskim kartografom tog vremena. Trojac je uvelike redefinirao europsku kartografiju zbog odbacivanja umjetničkog pristupa pri izradi zemljovida kao što su ranije bili ukrašavanje, dekorativni amblemi, piktogrami, itd. Objavio je dva atlasa koji su kasnije nanovo izdavani. Koncem 1810-ih godina preselio se u Pariz gdje nastavlja s radom i umire 10. ožujka 1826. godine.

## Opus
Književnost
- Rimes (1781.)
- Scottish Tragic Ballads (1781.)
- Two Dithyrambic Odes (I. On Enthusiasm. II. To Laughter) (1782.)
- Tales in Verse (1782.)
- Scottish tragic ballads (1783.)
- Essay on Medals (1784.)
- Letters of Literature (1785.)

Znanstvene monografije
- Ancient Scottish Poems (urednik, 1786.)
- Treasury of Wit (1787.)
- Dissertation on the Origin and Progress of the Scythians or Goths (1787.)
- Enquiry into the History of Scotland preceding the Reign of Malcolm III (1789.)
- Vitae Sanctorum Scotiae (1789.)
- The medallic history of England to the Revolution (1790.)
- Iconographia Scotica (1797.)
- The history of Scotland from the accession of the house of Stuart to that of Mary (1797.)
- Gallery of Eminent Persons of Scotland (1799.)
- Modern Geography digested on a New Plan (1802.)

Kartografija
- Recollections of Paris in the years 1802-5 (1806.)
- General Collection of Voyages and Travels (1808.)
- Pinkerton’s Modern Atlas (1808.)
- Petralogy (1811.)
- New Modern Atlas (1819.)

## Poveznice
- Povijest kartografije